# Glamorganshire
Glamorgan o Glamorganshire (en galés: Morgannwg [mɔrˈɡanʊɡ] o Sir Forgannwg [ˈsiːr vɔrˈɡanʊɡ]) fue uno de los trece condados históricos y un anterior condado administrativo de Gales. Fue originalmente un reino medieval con variados nombres y límites hasta que fue tomado por los normandos. 
Situado en la región sociohistórica de Gales del Sur, Glamorgan fue ulteriormente dividido en los tres condados preservados de West Glamorgan, Mid Glamorgan y South Glamorgan.
En 1996 fue dividido en diez autoridades unitarias: Merthyr Tydfil, Caerphilly, Blaenau Gwent, Torfaen, Monmouthshire, Newport, Cardiff, Vale of Glamorgan, Bridgend y Rhondda Cynon Taf.